# Alessandro Lami
Alessandro Lami (* 27. Januar 1949 in Rosignano Marittimo; † 8. März 2015 in Livorno) war ein italienischer Klassischer Philologe.

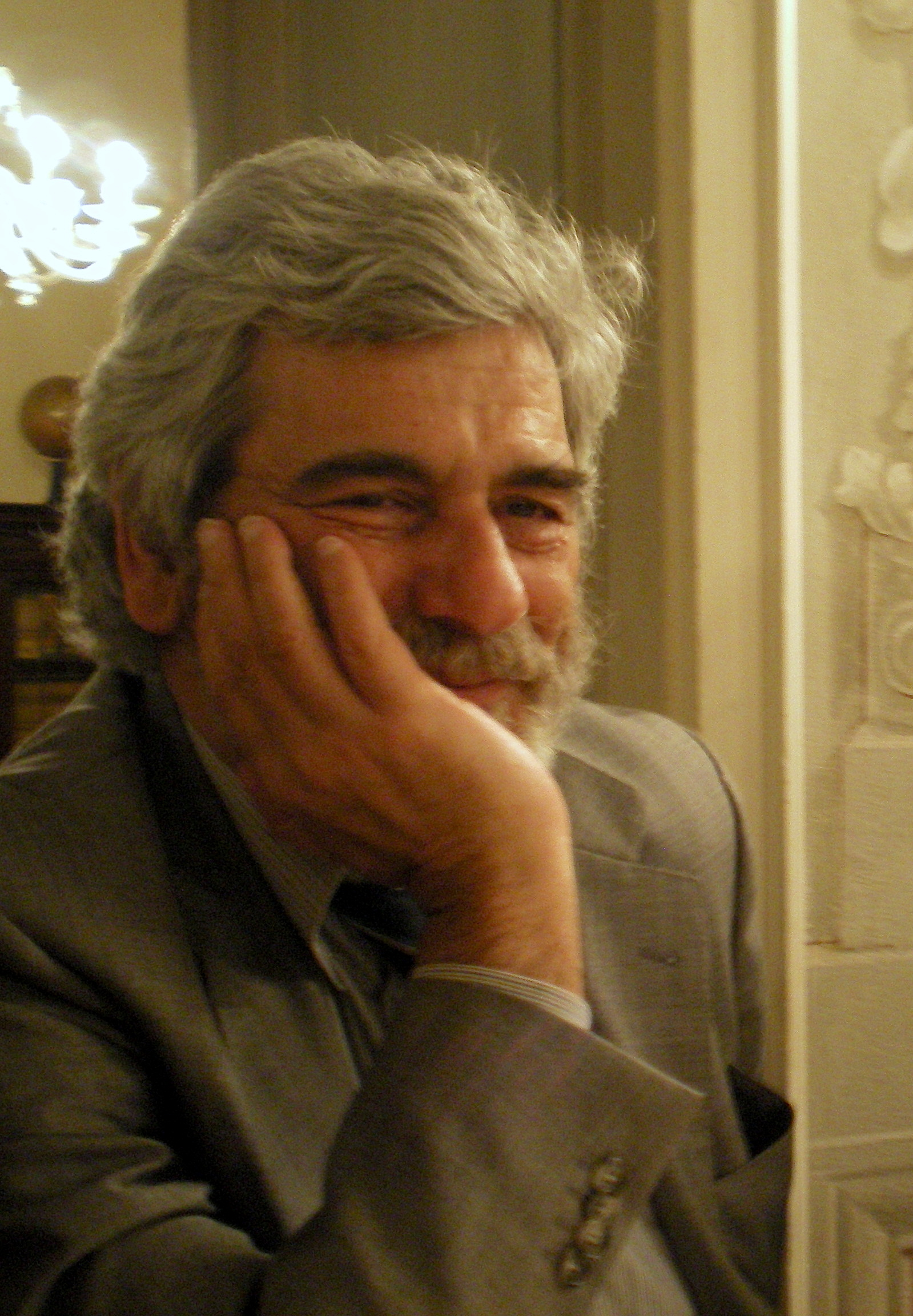
Alessandro Lami (2008)

## Leben
Lami wuchs als Sohn des Arbeiters Pietro Lami und seiner Frau Rina Colombini in Castiglioncello auf und eignete sich auf dem humanistischen Gymnasium „Niccolini Guerazzi“ von Livorno solide Kenntnisse des klassischen Griechisch an. Dort lernte er auch seine Frau Elisabetta Piccioni kennen.
Er studierte erst an der Scuola Normale Superiore in Pisa, dann an der Universität Pisa bei Vincenzo Di Benedetto. Dort unterrichtete er auch Griechisch, zuerst als Ricercatore, dann als Associato. Er forschte bis kurz vor seinem Tod und war maßgeblich an der medizingeschichtlichen Zeitschrift Galenos beteiligt, die von seinem Freund und Mitarbeiter Ivan Garofalo herausgegeben wird.
Er starb am Morgen des 8. März 2015 im Alter von 66 Jahren im Beisein seiner Frau. Seine Asche wurde im Meer bei Castiglioncello bestattet.

## Werk
Seine Hauptforschungsgebiete waren die Geschichte der griechischen Philosophie und Medizin, vor allem das Corpus Hippocraticum und Galen. Seine Ausgabe, mit Kommentar und Übersetzung, der galenischen Schrift De opinionibus propriis (auch als De propriis placitis bekannt) gilt als die beste, die es zurzeit gibt.

## Bibliographie (Auswahl)
- mit  Vincenzo Di Benedetto: Filologia e marxismo. Contro le mistificazioni, Neapel 1981 – ISBN 88-207-1005-6.
- I presocratici: testimonianze e frammenti da Talete a Empedocle, Mailand 1991 – ISBN 978-88-17-16762-8
- L’ultima prova dell’immortalità dell’anima nel Fedone, in “Filologia Antica e Moderna” Heft 10 (1996), 101-112.
- introduzione, premessa al testo e note di Platone. Fedone, Mailand 1996 (und Nachdrucke).
- [Ippocrate], Affezioni interne 1 e dintorni, in “Filologia Antica e Moderna” Heft 11 (1996), 89-100.
- Tre note a due scritti ippocratici (Regime ed Affezioni interne), in “Filologia Antica e Moderna” Heft 12(1997), 79-95.
- [Ippocrate], Reg. 2, 54, 8, in “Rivista di Filologia e di Istruzione Classica” 126,(1998), 41-46.
- Hg.: Aspetti della terapia nel Corpus Hippocraticum, atti del IX Colloque International Hippocratique (Pisa 25-29 settembre 1996), mit Ivan Garofalo, Daniela Manetti und‚‚ Amneris Roselli, Accademia toscana di scienze e lettere "La Colombaria", Bd. 183, Florenz 1999.
- Per il ricupero della esatta lezione in Tucidide IV 15, 1, in “Studi Classici e Orientali” 67 (1999), 1-42.
- Conoscenza mercantile e conoscenza empirica di Odisseo, in “Filologia Antica e Moderna” Heft 19 (2000), 19-34.
- «Apports de la Collection Hippocratique à la connaissance du lexique grec», Lalies, 21 (2001), 79 ff.
- «L’inizio di Affezioni interne», Filologia Antica e Moderna, 12 (2002),  5-22.
- «Areteo e i delicati di stomaco (IV 6, 2)», Filologia Antica e Moderna, 13 (2003),  5-10.
- «Malattie e nomi di malattie nella Collezione ippocratica», in: G. Fornaciari (Hg.), La medicina greco-romana. Dodici conferenze, Pisa 2002, 71-87.
- Il giuramento e altri testi di medicina greca / Ippocrate, Mailand 2005
- mit Ivan Garofalo und Amneris Roselli (Hg.), Sulla tradizione indiretta dei testi medici greci: Atti del II Seminario Internazionale di Siena, Certosa di Pontignano, 19-20 settembre 2008. Biblioteca di "Galenos" 2. Pisa/Rom   2009, ISBN 978-88-6227-138-7
- mit Ivan Garofalo, Galeno. L'anima e il dolore. De indolentia. De propriis placitis, Mailand 2012 – ISBN 978-88-17-05498-0